# Zygmunt Bartoszewicz
Zygmunt Bartoszewicz (ur. 11 lipca 1936 w Miesinie, zm. 29 października 2010) – polski polityk, działacz spółdzielczy, poseł na Sejm II kadencji.

## Życiorys
Urodził się na terytorium współczesnej Białorusi. W 1963 ukończył Technikum Wodno-Melioracyjne we Wrocławiu. Pracował w rolnictwie i spółdzielczości. Był m.in. prezesem zarządu rolniczej spółdzielni produkcyjnej w Budziczu, kierował regionalnym związkiem spółdzielczym. Wchodził w skład rady Krajowego Związku Rewizyjnego Rolniczych Spółdzielni Produkcyjnych.
Sprawował mandat posła II kadencji, wybranego z listy Polskiego Stronnictwa Ludowego w okręgu wrocławskim. W 1997 i 2001 bez powodzenia kandydował w wyborach parlamentarnych.
Zasiadał we władzach krajowych PSL. Kierował strukturami tej partii w powiecie trzebnickim. Zmarł jesienią 2010.
W 1999 odznaczony Krzyżem Oficerskim Orderu Odrodzenia Polski.